# Martin Otoničar
Martin Otoničar (8 de mayo de 1994) es un ciclista esloveno que fue profesional de 2013 a 2015. 

## Palmarés
2014
- Bania Luka-Belgrado I

2015
- Gran Premio Šenčur